# Божествени създания
„Божествени създания“ (на английски: Heavenly Creatures) е новозеландски филм от 1994 година, биографична драма на режисьора Питър Джаксън по негов сценарий в съавторство с Фран Уолш.
В центъра на сюжета, базиран на действителен случай в Крайстчърч през 1954 година, е обсесивната връзка между две момичета (едно, от които е Ан Пери), завършила с извършено от тях убийство на майката на едното от тях. Главните роли се изпълняват от Мелани Лински, Кейт Уинслет, Сара Пиърс, Даяна Кент, Клайв Мерисън.
„Божествени създания“ е номиниран за „Оскар“ за оригинален сценарий и за „Златен лъв“.